# 90 Антіопа
90 Антіо́па — астероїд головного поясу, відкритий 1 жовтня 1866 року німецьким астрономом Робертом Лютером в Дюссельдорфі, Німеччина. Астероїд названий на честь персонажа давньогрецької міфології. Однак достеменно невідомо, чиє ім'я присвоєно астероїду, оскільки воно має подвійне значення в міфології давніх греків. Астероїд міг одержати назву на честь Антіопи з Беотії (за різними джерелами — дочки Ніктея або Асопа)) або на честь амазонки, дочки Ареса.

## Подвійний астероїд

### Відкриття другого компонента
До 2000 року Антіопа вважалася одним астероїдом, діаметром близько 120 км. 10 серпня 2000 року групою астрономів, що працюють в обсерваторії Кек на Гавайських островах, з використанням адаптивної оптики був виявлений другий компонент, який отримав позначення S/2000 (90) 1.
Астероїди з супутниками відкривали і раніше, однак у попередніх випадках розміри супутника були значно менше основного компонента. Діаметр супутника Антіопи виявився співрозмірним з діаметром астероїда, тому Антіопа вважається першим  відкритим подвійним астероїдом.
Цікаво, що ще в 1997 році аналіз кривої блиску Антіопи показав класичну затемненно-бінарну форму, яку слід очікувати від двох компонентів однакового розміру, що спостерігаються з ребра орбіти, хоча автори роботи і не надали таке тлумачення.

### Орбітальні характеристики системи
Компоненти системи обертаються навколо загального центру мас на відстані 171 ± 1 км. Аналіз кривої блиску, проведене у 2001 році, показує, що обертальні періоди обох тіл збігаються з періодом обертання, що є характерним для синхронного обертання. Площина обертання системи нахилена на 63,7 ° по відношенню до площини екліптики Сонячної системи.
Орбіта Антіопи знаходиться у зовнішній ділянці Головного поясу астероїдів. Період обертання навколо Сонця становить 5,61 юліанських років.

### Фізичні характеристики системи
Астероїд відноситься до сімейства Феміди. Як і більшість астероїдів цього сімейства, Антіопа (і, ймовірно, її компаньйон) має темну, вуглецеву поверхню, і класифікується як астероїд класу C. Низька щільність системи вказує на значну пористість (більше 30%). Це дозволяє припустити, що Антіопа сформувалася з уламків більш ранніх астероїдів або інших небесних тіл. Інша гіпотеза припускає, що обидва компоненти системи є уламками одного батьківського тіла, зруйнованого внаслідок зіткнення зі стороннім небесним тілом на дуже високій швидкості.
Компоненти системи мають подібні розміри: середній діаметр Антіопи становить 87,8 км, її супутника - 83,8 км. Дослідження особливостей кривої блиску астероїда, проведені російськими вченими Пулковської обсерваторії та Інститутом сонячно-земної фізики в Іркутську, відзначають сильну залежність блиску від фазового кута, що може говорити про дуже сплюснену форму компонентів.
Тіссеранів параметр щодо Юпітера — 3,186.